# Rutherford (motore)
Rutherford è un motore a razzo a propellente liquido progettato dalla società aerospaziale americano-neozelandese Rocket Lab e prodotto in California. Utilizza il LOX e l'RP-1 come propellenti ed è il primo motore a volare ad utilizzare il ciclo di alimentazione a pompa elettrica. Viene utilizzato sul razzo della società stessa, l'Electron. Il razzo utilizza una disposizione del motore simile a quella del Falcon 9; un razzo a due stadi che utilizza un gruppo di nove motori identici sul primo stadio, e una versione ottimizzata per il vuoto con una camera più lunga sul secondo stadio. La versione a livello del mare produce 24 kN (2400 kgf) di spinta e ha un impulso specifico di 311 s (3,05 km/s), mentre la versione ottimizzata per il vuoto produce 24 kN (2400kgf) di spinta e ha un impulso specifico di 343 s (3,36 km/s).
Il primo test ha avuto luogo nel 2013. Il motore è stato omologato per il volo nel marzo 2016 e ha effettuato il suo primo volo il 25 maggio 2017. A partire dal luglio 2020, il motore ha effettuato 13 voli di Electron in totale, per un totale di 130 motori che hanno volato.

## Descrizione
Rutherford prende il nome dal famoso scienziato neozelandese Ernest Rutherford. Si tratta di un piccolo motore a razzo a propellente liquido progettato per essere semplice ed economico da produrre. Viene utilizzato sia come motore di primo che di secondo stadio, il che semplifica la logistica e migliora le economie di scala. Per ridurre il suo costo, utilizza il ciclo di alimentazione a pompa elettrica, ed è il primo motore a volare di questo tipo. È realizzato in gran parte con la stampa 3D, utilizzando un metodo chiamato EBM (Electron Beam Melting). La sua camera di combustione, gli iniettori, le pompe e le valvole principali del propellente sono tutte stampate in 3D.
Come tutti i motori alimentati a pompa, Rutherford utilizza una pompa rotodinamica per aumentare la pressione dai serbatoi a quella necessaria alla camera di combustione. L'uso di una pompa evita la necessità di serbatoi pesanti in grado di mantenere alte le pressioni e le elevate quantità di gas inerte necessarie per mantenere i serbatoi in pressione durante il volo.
Le pompe (una per il carburante e una per l'ossidante) nei motori ad alimentazione a pompa elettrica sono azionate da un motore elettrico. Il motore Rutherford utilizza due motori elettrici a corrente continua brushless e una batteria ai polimeri di litio. Si sostiene che questo migliora l'efficienza dal 50% di un tipico motore a ciclo di generazione a gas al 95%. Tuttavia, il pacco batteria aumenta il peso del motore completo e presenta un problema di conversione dell'energia.
Ogni motore ha due piccoli motori elettrici che generano 37 kW (50 hp) mentre girano a 40 000 giri/min. La batteria del primo stadio, che deve alimentare le pompe di nove motori contemporaneamente, può fornire oltre 1 MW (1.300 hp) di potenza elettrica.
Il motore viene raffreddato in modo rigenerativo, il che significa che prima dell'iniezione una parte di RP-1 freddo viene fatta passare attraverso i canali di raffreddamento incorporati nella camera di combustione e nella struttura degli ugelli, trasportando il calore lontano da essi, prima di essere infine iniettata nella camera di combustione.